# Sergio Mattarella
Sergio Mattarella (Palermo, 23 de julho de 1941) é um jurista e político italiano, atual presidente da República Italiana desde 2015. Foi membro da Câmara dos Deputados entre 1983 e 2008 e teve vários mandatos de ministro. De 2011 a 2015, foi juiz da Corte Constitucional. É o primeiro siciliano a chegar à presidência do país, com atuação de combate à máfia.
Em 2022, Mattarella afirmou que não seria candidato à reeleição. No entanto, diante de impasse político após sete rodadas de votações infrutíferas, acabou aceitando o pedido dos líderes da maioria dos partidos políticos e do primeiro-ministro Mario Draghi para permanecer no cargo. Neste contexto, foi reeleito com 759 votos, a segunda maior marca para o cargo, superada apenas pela votação de Sandro Pertini em 1978.

## Biografia
Seu pai foi democrata-cristão, membro do parlamento e ministro. À casa de seus pais, vinha, por vezes, um certo Giovanni Battista Montini, que mais tarde tornar-se-ia Papa Paulo VI. Seu irmão mais velho, Piersanti Mattarella, assassinado pela máfia em 1980, faz carreira na política para se tornar presidente da região autônoma da Sicília. Sergio Mattarella foi filiado ao partido da Democracia Cristã, assim como seu pai e seu irmão, mas depois se tornou deputado pelo Partido Popular Italiano, e mais tarde da La Margherita. De 2011 a 2015, foi juiz constitucional, nomeado pelo Parlamento da Itália.
Em 1989, foi eleito ministro da Educação, em 1998 vice-presidente do Conselho de Ministros e, em 1999, foi nomeado ministro da Defesa. A ele, Itália deve a Legge Mattarella (Lei Mattarella), a que o cientista político Giovanni Sartori deu a alcunha de "Mattarellum", que foi usada para as eleições parlamentares de 1994, 1996 e 2001.

## Presidência
Em 31 de janeiro de 2015, com 665 votos dos 1009 deputados e senadores, foi eleito presidente da Itália no quarto turno de votação, em Roma.

## Distinções
- Doutoramento Honoris Causa da Universidade do Porto (2017)
- Grande-Colar da Ordem da Liberdade de Portugal (6 de dezembro de 2017)[10]

## Galeria

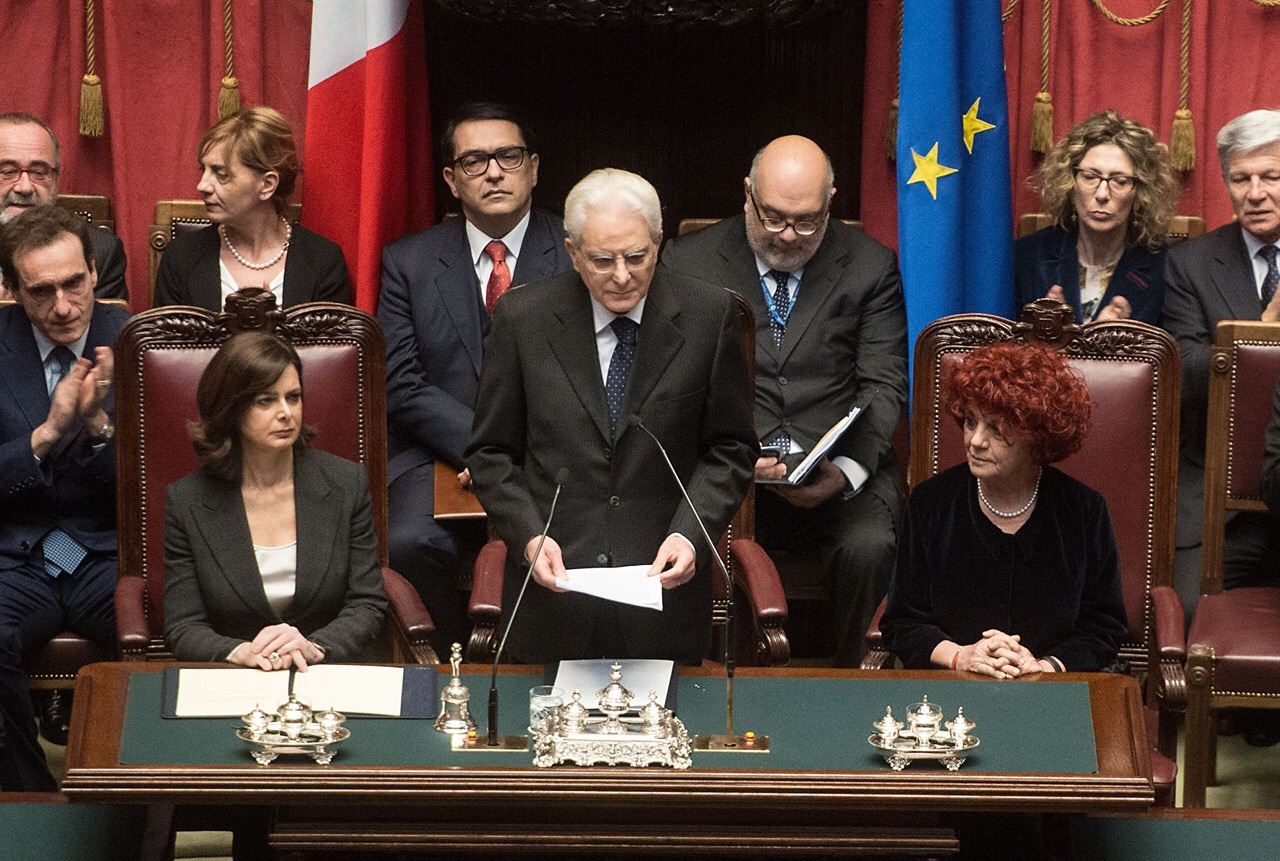
Sergio Mattarella em 3 de fevereiro de 2015, dia da sua posse.